# Sonate pour violon et piano no 2 de Milhaud
Pour les articles homonymes, voir Sonate pour violon et piano.
La Sonate pour violon et piano no 2, op. 40, est une œuvre de musique de chambre de Darius Milhaud composée en 1917.

## Présentation
La Sonate pour violon et piano no 2 de Milhaud est composée au Brésil, à Rio de Janeiro, en mai 1917,,. Elle est contemporaine de la Symphonie de chambre no 1 « Le Printemps ».
L'œuvre est créée la même année au lycée français de Rio, par le compositeur au violon et Nininha Velloso Guerra au piano. Elle est dédiée à André Gide,.

## Structure et analyse
La Sonate, d'une durée moyenne d'exécution de seize minutes environ, est constituée de quatre mouvements, :
1. Pastoral, de forme sonate libre[3] ;
2. Vif, à l'esprit de scherzo[3] ;
3. Très lent, de forme ternaire libre[3] ;
4. Très vif.

Pour le musicologue François-René Tranchefort, l'œuvre, à la différence de la Première sonate pour violon et piano du compositeur, « a conservé tous ses prestiges, redevables notamment à une architecture équilibrée et à une abondance mélodique que rehaussent toutes les oppositions rythmiques ».
Pour Paul Collaer, la Sonate « développe une ambiance pastorale qui évoque curieusement certaines pages de la Symphonie Pastorale d'André Gide, à qui cette Sonate est dédiée. La Symphonie Pastorale parut en 1919, deux ans à peine après cette Sonate ».
La partition est publiée par Durand,, en 1919. Dans le catalogue des œuvres de Darius Milhaud, la Sonate pour violon et piano no 2 porte le numéro d'opus 40,.

## Discographie sélective
- Milhaud : Suite for clarinet, violin and piano, Scaramouche, Violin Sonata No. 2, Frédéric Pélassy (violon), et Eliane Reyes (piano), Naxos 8.572278 , 2010.
- Milhaud: Complete Violin Sonatas; Complete Viola Sonatas, Gran Duo Italiano (Mauro Tortorelli, violon et alto, Angela Meluso, piano), Brilliant Classics 95232, 2016.